# Paralamprops poorei
Paralamprops poorei is een zeekommasoort uit de familie van de Lampropidae. De wetenschappelijke naam van de soort is voor het eerst geldig gepubliceerd in 2009 door Gerken.